# 오일러-라그랑주 기술법
고전적인 장 이론에서 오일러 기술법과 라그랑주 기술법은 각각 공간좌표와 시간의 개념 그리고 대상물체인 객체를 다루는 다른 관점의 기술(description) 방법이다.  오일러 기술은 공간좌표에 주안점을 두지만 라그랑주 기술은 물질자체에 주안점을 두고 있다고 볼 수 있다.

## 라그랑주 기술법
필드(field)의 라그랑주(Lagrange) 관점의 기술은 관측자가 공간과 시간을 통해 이동하는 개별 유체 위치 좌표를 따라가는 유체 운동을 보는 방법이다. 시간을 통해 개별 대상의 위치를 연장해 가면 대상의 경로가 표시된다. 이것은 보트에 앉아 강을 따라 내려 오는 것으로 시각화 할 수 있다.

## 오일러 기술법
유체 장면의 오일러(Euler) 관점의 기술은 시간이 지남에 따라 유체가 흐르는 공간의 특정 위치에 초점을 맞춘 유체 운동을 보는 방법이다. 이것은 강둑에 앉아 물이 흘러감에 따라 고정된 특정 위치나 영역을 지나가는 대상을 보면서 시각화 할 수 있다.

## 같이 보기
- 레이놀즈 수송정리